# Medientraining
Medientraining ist die Bezeichnung für eine Weiterbildung im Bereich Öffentlichkeitsarbeit für Menschen, zu deren Verantwortungsbereich öffentliche Auftritte zählen.

## Merkmale
Ein zentraler Aspekt des Medientrainings ist das Auftreten bei Pressekonferenzen oder in Interviews, mit Vertretern von Presse, Funk und Fernsehen.
Praxisidentisches Medientraining verhilft zu zielorientierter Kommunikation. Geübt wird u. a. die Form, wie man Reporterfragen im eigenen Interesse am besten beantwortet. Oft werden von den Journalisten nur sehr kurze Statements von weit weniger als einer Minute Dauer benötigt, so dass man zum Beispiel lernt, sein umfangreiches Fachwissen in kurze und allgemeinverständliche Sätze zu fassen – z. B. in 20 oder 30 Sekunden.
Weiterer Bestandteil eines Medientrainings ist die Rhetorik. Wenn Gespräche oder Interviews mit Journalisten zum Beispiel zu kontroversen Themen oder in Krisensituationen stattfinden, soll geübt werden, in Ruhe bestimmte Kernbotschaften (in der PR-Sprache: core messages) zu vermitteln und keine unüberlegten, spontanen Äußerungen zu machen. Geübt wird auch, in einem Streitgespräch zu kontern. Elemente eines Medientrainings sind außerdem Mimik, Gestik und Körperhaltung.
Stärker als Zuschauer, die meist nur unbewusst auf die Körpersprache achten, beachten Journalisten stets Tonfall und Mienenspiel ihrer Interviewpartner. Geschulte Reporter erkennen oft rasch, ob das Gegenüber sich unwohl fühlt oder gar lügt. Dazu können das Ausmaß des Augenkontakts während des Gesprächs beitragen sowie bestimmte Muskelbewegungen rund um Nacken, Mund und Augenpartie, die als Zeichen für Nervosität gedeutet werden können. Gezieltes Training soll helfen, solche Zeichen zu vermeiden.
Zuweilen wird mit "Medientraining" fälschlicherweise die Aus- und Weiterbildung von Journalisten bezeichnet. Hier wäre die Bezeichnung "journalistische Aus- und Weiterbildung" korrekter.

## Zielgruppe
Zielgruppen sind zum Beispiel Unternehmenssprecher, Wirtschaftsführer oder andere Führungskräfte. Die enorm hohe Talkshow-Dichte im deutschen Fernsehen führt ebenfalls zu einem erhöhten Bedarf an Medienkompetenz für die Akteure.

## Kritik
Kritiker sprechen von einer zunehmenden Politik-Inszenierung, da die meisten Politiker mit Medientrainern arbeiten und öffentliche Auftritte genau kalkuliert und geprobt sind; die Inhalte treten dabei oft in den Hintergrund.
In der Ausbildung für das Auswärtige Amt gehört das Medientraining bereits seit 2004 fest zur Qualifizierung des diplomatischen Nachwuchses. Diese Trainings werden von der DW-Akademie der Deutschen Welle durchgeführt.
Immer wieder geraten Mitarbeiter politischer Amtsträger wegen als unangemessen empfundener Trainingskosten in die Kritik der Medien. So erhielt Pressesprecher Johann-Adolf Cohausz, Regierungssprecher von Sachsens Ministerpräsident Stanislaw Tillich einem Medienbericht nach, kurz vor dem Ruhestand eine Schulung im Wert von 36.000 Euro.

## Anbieter
Als berufsständische Vertretung gibt es seit 2009 mit Sitz in Köln den Bundesverband der Medientrainer in Deutschland e. V.